# Nubieber
Nubieber est une census-designated place du comté de Lassen, dans l'État de Californie, aux États-Unis,. En 2020, elle compte une population de 19 habitants.